# Guanosindifosfat
Guanosindifosfat eller GDP är ett ämne som bland annat medverkar i ämnesomsättningen, till exempel i femte steget i citronsyracykeln. Ämnet fungerar som energibärare när det tillförs en extra fosfatgrupp och bildar guanosintrifosfat (GTP).